# Reti (Estonia)
Reti – wieś w Estonii, prowincji Valga, w gminie Põdrala.